# Tillandsia pectinata
Tillandsia pectinata är en gräsväxtart som beskrevs av Éduard-François André. Tillandsia pectinata ingår i släktet Tillandsia och familjen Bromeliaceae. Inga underarter finns listade i Catalogue of Life.